# Platinum – świat hip-hopu
Platinum – świat hip-hopu (ang. Platinum, 2003) – sześcioodcinkowy amerykański serial kryminalny nadawany przez stację UPN. W Polsce nadawany był na kanale TVP1. Opowieść została zainspirowana wojną rapowców w latach 90. o dominację na rynku.

## Fabuła
Przyrodni bracia Jackson (Jason George) i Grady Rhames (Sticky Fingaz) prowadzą wytwórnię płytową, promującą wykonawców z kręgu hip-hopu. Pod swoimi skrzydłami skupiają ponad dwudziestu świetnych artystów. Poszczęściło im się w życiu: wychowani jako dzieci czarnej nowojorskiej ulicy, dziś mają u swych stóp cały świat. Ich życie to modne kluby, piękne kobiety, luksusowe samochody i wielkie pieniądze. Ale o pozycję na rynku muzycznym trzeba walczyć nieustannie i to nie zawsze uczciwymi metodami. Kiedy wszystkie inne możliwości zostaną wyczerpane, może nawet polać się krew.

## Obsada
- Jason George jako Jackson Rhames
- Sticky Fingaz jako Grady Rhames
- Lalanya Masters jako Monica Rhames
- Davetta Sherwood jako Jade Rhames
- Vishiss jako Versls
- Tony Nardi jako Nick Tashjian
- Steven Pasquale jako David Ross
- Sarah Manninen jako Olivia Ross